# ژولیانو مینیرو
ژولیانو مینیرو فرناندز (به پرتغالی: Juliano Mineiro Fernandes) هافبک اهل برزیل است که در شهر ریودو ژانیرو و در تاریخ ۱۴ فوریهٔ ۱۹۸۶ به دنیا آمده‌است.
جولیانو مینیرو فرناندز در تیم‌های فوتبال Fluminense سابقهٔ حضور دارد.